# Angel Martino
Angelina Myers Martino  (Estados Unidos, 25 de abril de 1967) es una nadadora estadounidense retirada ganadora de seis medallas olímpicas —tres de ellas de oro— entre los JJ. OO. de Barcelona 1992 y los de Atlanta 1996.

## Carrera deportiva
En los JJ. OO. de Barcelona 1992 ganó medalla de oro en los 4 x 100 metros libres y bronce en los 50 metros estilo libre.
Cuatro años después, en los Juegos Olímpicos de Atlanta 1996 ganó dos oros: en 4 x 100 metros libres —con un tiempo de 3:39.29 segundos por delante de China y Alemania— y en los 4 x 100 metros estilos, con 4:08.28 segundos, por delante de Australia y China; y también ganó dos medallas de bronce: en 100 metros mariposa y en 100 metros libres.